# Hoplocryptus barberi
Hoplocryptus barberi là một loài tò vò trong họ Ichneumonidae.